# Temporale Rosy
Temporale Rosy è un film del 1980 diretto da Mario Monicelli.
Il soggetto è tratto dal romanzo omonimo del co-sceneggiatore Carlo Brizzolara.

## Trama
Raoul, giovane pugile soprannominato "Spaccaporte", è costretto a interrompere una brillante carriera per una frattura alla mano causata da una banale scommessa. Si riduce così a lavorare in un baraccone dove si esibiscono alcune campionesse di catch femminile. Qui è affascinato da una ragazza immensamente bella, imbattibile negli esercizi di forza. Questa ragazza è Temporale Rosy, che vince un pesce rosso e se ne va, seguita con gli occhi da Raoul.
Pochi mesi dopo, nel nord della Francia, la compagnia di wrestling femminile, di cui Rosy fa parte, dà il suo spettacolo. Ci sono ospiti d'onore, “vecchie glorie” presentate dal “Conte”. Tra questi, ex campioni di "tutte le categorie", c'è Raoul, di nuovo sedotto da Rosy. Mike, il manager della truppa, segretamente innamorato di lei, intuisce subito l'attrazione che i giovani hanno l'uno per l'altro e concepisce una forte gelosia.
Raoul e Rosy vanno a vivere insieme, ma la loro vita insieme si rivela difficile e caotica. Raoul partecipa allo spettacolo di wrestling: siede fra il pubblico, interpreta il piantagrane salendo persino sul ring, ma questo ruolo non gli piace. Quindi trova un lavoro al porto all'insaputa di Rosy.
Passando da una lite all'altra, la coppia si separa. Rosy si fidanza con Mike e Raoul esce con una manicure, Charlotte. Durante una serata di gala, Mike annuncia il suo futuro matrimonio. Raoul, per forzare l'ammirazione di Rosy, annuncia che tornerà alla boxe. Scoppia una discussione tra Mike e Raoul e si trasforma in una rissa generale.
Tornato alla boxe, Raoul viene praticamente fatto a pezzi dal suo avversario, Bill. Rosy, che ha assistito all'incontro, non vede l'ora di vedere sconfitto l'uomo che ama ancora. Aspetta Bill all'uscita della palestra, e gli rende pan per focaccia. Capendo che Rosy è ancora innamorata di Raoul, Mike si sacrifica e decide di rompere con lei, lasciandole credere che sia stata lei a prendere l'iniziativa. Litigano, Rosy se ne va, ma tutte queste emozioni sono troppo forti per Mike, che ha un infarto e sviene.
Sul binario della stazione, Rosy vede Raoul partire con Charlotte. Si nasconde e scappa. Il "Conte" raggiunge Raoul al binario e gli racconta della rottura e della malattia di Mike. Raoul scende dal treno e cerca Rosy, ma la ritroverà, per caso e molto tempo dopo, come cameriera di un bar, in un porto del Mare del Nord. Cadono nuovamente l'uno nelle braccia dell'altro.

## Critica
Paolo Mereghetti (1993): **½
"... descrive con partecipata tenerezza un mondo di perdenti ricco di suggestioni felliniane."